# AX Большой Медведицы
AX Большой Медведицы (лат. AX Ursae Majoris) — одиночная переменная звезда в созвездии Большой Медведицы на расстоянии (вычисленном из значения параллакса) приблизительно 10645 световых лет (около 3264 парсеков) от Солнца. Видимая звёздная величина звезды — от +13,9m до +12,7m.

## Характеристики
AX Большой Медведицы — белая пульсирующая переменная звезда типа RR Лиры (RRAB) спектрального класса A2.